# Битва у Биг-Рок
«Би́тва у Биг-Рок» (англ. Battle at Big Rock) — американский короткометражный научно-фантастический фильм, входящий в серию «Парк юрского периода». Сюжетно фильм продолжает пятый фильм франшизы (второй фильм второй трилогии) «Мир юрского периода 2»: действие в нём разворачивается в мире, в котором динозавры живут рядом с людьми. Фильм снял автор первой части второй трилогии Колин Треворроу, который выступил и режиссёром третьей части. Премьера состоялась 15 сентября 2019 года на канале FX.

## Сюжет
Несколько семей отдыхают в трейлерах в парке Биг-Рок, в их числе сводная семья, состоящая из Денниса, Марианы, дочери Денниса Кадаши, сына Марианы Матео и общего маленького сына. Уже вечер, и семья собирается в трейлере. Вдруг они замечают, что снаружи наступила тишина, и все, кто оставался на улице, исчезли. На поляну с костром выходит самка насутоцератопса, затем появляется детёныш, который начинает играть с оставленными людьми предметами.
Внезапно появляется аллозавр, который хватает зубами детёныша и снова бросает его на землю. Самка насутоцератопса пытается защищать детёныша, но аллозавр ранит её. Появляется самец-насутоцератопс, и аллозавр отступает. Насутоцератопсы уходят в лес.
В это время младший сын пары начинает плакать, чем обращает внимание хищника на трейлер, в котором семья заворожённо наблюдала за битвой. Аллозавр нападает на трейлер, постепенно разрушая его. Семья убегает в другой конец трейлера и успевает выпустить через окно дочь, однако хищник уже приближается к ним. В этот момент в морду аллозавра попадают несколько болтов, выпущенных девочкой из арбалета. Тряся головой, хищник уходит, оставив за собой испуганную семью посреди обломков трейлера.
Во время финальных титров показаны другие случаи столкновения с миром вымерших животных: на ферме девочка убегает от преследующих её компсогнатов; из-за размахивающего хвостом стегозавра машина слетает с дороги; рыбаки проплывают мимо мирно пьющего воду паразауролофа; мозазавр проглатывает акулу; птеранодон хватает белого голубя, выпущенного молодожёнами.

## В ролях
- Андре Холланд — Деннис
- Натали Мартинес — Мариана
- Мелоди Хёрд — Кадаша
- Пирсон Сальвадор — Матео
- Крис Финлейсон — Грег, друг семьи
- Ноа и Итан Коулы — общий сын Денниса и Марианы

## Съёмки
Съёмки фильма не афишировались, подбор актёров не проводился: знакомый специалист по пробам помог Треворроу найти детей-актёров, а Холланда и Мартинес режиссёр пригласил сам, поскольку ему нравились их предыдущие роли. Фильм имел небольшой бюджет, и изначально предполагалось, что он будет даже меньше 8 минут. Тем не менее, после съёмок основной части Тревороу решил добавить сцены с динозаврами в финальные титры. Он не мог снимать новых сцен сам, поэтому нашёл понравившиеся ему сцены на YouTube, выкупив права у их владельцев. После этого к этим сценам были дорисованы динозавры.

## Критика
Фильм был с восторгом принят как поклонниками франшизы, так и критиками. Так, рецензент The Guardian назвал фильм «явно лучшим в серии „Мир юрского периода“», а обозреватель The Verge отметила, что в фильме «есть всё, что может пожелать поклонник „Парка юрского периода“».